# 紅色通緝令 (電影)
《紅色通緝令》（英語：Red Notice）是一部2021年美國動作喜劇片，由勞森·馬修·托波編劇和執導，巨石強森、萊恩·雷諾斯和蓋兒·加朵主演。該片為強森和托波繼《摩天大樓》和《中央情爆員》後第三次合作。劇情講述紅色通緝令是由國際刑警組織發布、象徵全球範圍的最高通緝。但當一場大膽的劫案將組織的菁英探員和兩名敵對的罪犯湊在一塊時，一切無從談起。
《紅色通緝令》原定2020年11月13日在美國上映，並由環球影業發行。然而在2019年7月，該項目改由Netflix發行，2021年11月12日上線。

## 劇情
兩千多年前，古羅馬指揮官马克·安东尼送給克麗奧佩脫拉七世三顆寶石彩蛋作為結婚禮物，以示忠誠。直到1907年在考古挖掘中被重新發現後，這些蛋才逐漸消失。雖然兩顆蛋被找回，但最後一顆下落不明。2021年，聯邦調查局頂尖犯罪側寫師約翰·哈特利探員與國際刑警組織的瓦希·妲絲督察調查羅馬聖天使城堡國家博物館的一顆彩蛋；但彩蛋早被調包，妲絲下令封館，但國際藝術大盜諾蘭·布斯仍在哈特利的追捕下設法逃脫。
兩天後，布斯帶著彩蛋回到位於巴厘岛的家，但哈特利和妲絲以及國際刑警組織的一支突擊隊早守候於此。他們逮捕了布斯並將彩蛋收押。但未料「主教」莎拉·布萊克偽裝成突擊隊員偷偷將彩蛋調包並帶走真品。隔天，妲絲找上哈特利，認為真彩蛋失竊一事他嫌疑重大。結果，她將哈特利關進一座偏遠的俄羅斯監獄，與布斯同房。
布萊克來到監獄向布斯提議他們一起尋找第三顆彩蛋，向哈特利透露布斯撒謊且知曉其下落。布斯拒絕後，哈特利隨後向布斯建議他們合作擊敗布萊克，並指出如果他能逮捕布萊克，那布斯就能成為世界第一的藝術大盜。在一番鬥爭後，兩人成功越獄，並前往瓦倫西亞，計劃在一場化裝舞會上偷走第二顆彩蛋。該彩蛋由臭名昭著的軍火商索托·沃切持有。他們在那也碰上具有同樣目標的布萊克。三人到達沃切的金庫，布萊克與兩人打了起來，最後將他們銬在一起。沃切抵達後，透露自己與布萊克合作，並將哈特利和布斯囚禁。沃切和布萊克折磨哈特利，相信布斯已經洩露了第三顆彩蛋的下落；布斯最後說出蛋在埃及，令布萊克背叛沃切，自己離開。
布斯表示實際上第三顆彩蛋在阿根廷，過去從父親的心愛手錶上得知；該手錶曾經屬於阿道夫·希特勒的私人藝術策展人魯道夫·澤奇。澤奇將自己的一切寶物都藏在阿根廷。哈特利和布斯進入阿根廷的叢林，並從一處神秘的地下寶庫中找到了第三顆彩蛋。布萊克前來用槍指著兩人，意圖帶走彩蛋，卻被妲絲及一票阿根廷警察打斷。哈特利、布斯和布萊克開車躲進一座廢棄銅礦，妲絲等人則開著裝甲車追趕。最終，哈特利、布斯和布萊克從瀑布頂部跌落，甩開了妲絲。三人生還，布斯也拿到了彩蛋，卻發現原來哈特利與布萊克實際上是相互愛戀且合作的搭檔，皆以「主教」為別名。布斯交出了彩蛋，並被兩人銬在熱帶雨林的一棵樹上。
在開羅，哈特利和布萊克將三顆彩蛋交給了一位埃及億萬富翁買家，後者將這寶物送給了女兒的婚禮（重現馬克·安東尼給克麗奧佩脫拉七世的獻禮）；但新娘明顯更喜歡婚禮歌手紅髮艾德。妲絲隨後突襲婚禮，逮捕在場的富翁一家，並收押彩蛋。
哈特利和布萊克在遊艇上再次遇到了布斯。布斯告訴他們，已將兩人的開曼群島帳戶讓妲絲凍結，其中包含埃及富翁的3億美元報酬，哈特利和布萊克的財產一無所有。布斯利用他們身無分文的困境提出了一票新的搶劫案合作，哈特利和布萊克答應與布斯前往下一個目標所在地：巴黎卢浮宫。與此同時，妲絲對哈特利、布斯和布萊克發出「紅色通緝令」。

## 演員
- 巨石強森飾演約翰·哈特利探員（Agent John Hartley）
- 萊恩·雷諾斯飾演諾蘭·布斯（Nolan Booth）
- 蓋兒·加朵飾演莎拉·布萊克／主教（Sarah Black / The Bishop）
- 克里斯·達瑪托普拉斯飾演索托·沃切（Sotto Voce）
- 瑞圖·艾莉亞飾演瓦希·妲絲督察中心主任（Inspector Urvashi Das）
- 文森佐·阿馬托（英语：Vincenzo Amato）飾演加洛經理（Director Gallo）
- 拉斐爾·佩塔爾迪（英语：Rafael Petardi）飾演保全主管瑞奇（Security Chief Ricci）

此外，丹尼爾·柏哈茲客串演出德拉戈·格蘭德（Drago Grande），索托·沃切的保鑣；湯姆·蔡飾演蒙古上尉（Mongolian Captain）；紅髮艾德以本人身份客串。

## 製作

### 發展
2018年2月，一部由勞森·馬修·托波編劇和執導，巨石強森主演的電影為環球影業、華納兄弟、派拉蒙影業、傳奇影業、二十世紀福斯、Netflix和索尼影視娛樂的競標項目。該片預算高達1.25億至1.5億美元，由波·弗林的弗林影業公司（Flynn Picture Company）與強森、丹妮·賈西亞和海勒姆·賈西亞所屬的七塊錢製片公司以及托波的壞版本公司（Bad Version, Inc）共同製片，溫蒂·雅各布森擔任執行製片人。2018年2月9日，宣佈環球影業和傳奇影業贏得競標戰以取得該片的版權。強森被確認獲得至少2000萬美元的片酬。2018年6月，蓋兒·加朵加盟劇組。2019年7月，萊恩·雷諾斯加盟劇組。2020年2月，瑞圖·艾莉亞和克里斯·達瑪托普拉斯加盟劇組。

### 拍攝
主要製作原定於2019年4月，在強森的《野蠻遊戲：全面晉級》的拍攝殺青後展開。2019年7月，拍攝推遲至2020年初進行。主體拍攝於2020年1月15日在亞特蘭大開始進行。受2019冠狀病毒病疫情影響，本片取消了原定在意大利進行的拍攝。3月14日，宣佈本片因肺炎疫情大流行而無限期停止製作。復拍於2020年9月14日開始進行。

## 發行
電影2021年11月5日在美國院線有限上映，11月12日在Netflix上線。環球影業最初將本片定於2020年6月12日上映，後延期至2020年11月13日。Netflix於2019年7月8日接手發行權，排定2021年發行。
儘管Netflix未公佈電影的院線票房收入，但業內人士估計，《紅色通緝令》在首映週末從750家影院獲得了125萬至150萬美元左右的收入。
《紅色通緝令》預算達2億美元，加上Netflix全球電影主管表示，該公司的「大預算電影需要上線的前28天內吸引超過7000萬觀眾」，《纽约观察家报》估計本片需要總計約2億小時（約8300萬家庭觀眾觀看）才能被視為成功。

## 外部連結
- 互联网电影数据库（IMDb）上《紅色通緝令》的资料（英文）
- Box Office Mojo上《紅色通緝令》的資料（英文）
- 爛番茄上《紅色通緝令》的資料（英文）
- AllMovie上《紅色通緝令》的资料（英文）
- Metacritic上《紅色通緝令》的資料（英文）
- 開眼電影網上《紅色通緝令》的資料（繁體中文）
- 时光网上《紅色通緝令》的資料（简体中文）
- 豆瓣电影上《紅色通緝令》的資料 （简体中文）

#invoke:NavboxV2